# Leptogorgia cuspidata
Leptogorgia cuspidata är en korallart som beskrevs av Addison Emery Verrill 1865. Leptogorgia cuspidata ingår i släktet Leptogorgia och familjen Gorgoniidae. Inga underarter finns listade i Catalogue of Life.